# Cabinet Engholm II
Land de Schleswig-Holstein
Engholm I Simonis I
Le cabinet Engholm II (Kabinett Engholm II, en allemand) est le gouvernement du Land de Schleswig-Holstein entre le 5 mai 1992 et le 4 mai 1993, durant la treizième législature du Landtag.

## Coalition et historique
Dirigé par le ministre-président social-démocrate sortant Björn Engholm, il est soutenu par le seul Parti social-démocrate d'Allemagne (SPD), qui dispose de 45 députés sur 89 au Landtag, soit 50,5 % des sièges.
Il a été formé à la suite des élections législatives régionales du 5 avril 1992 et succède au cabinet Engholm I, constitué des seuls sociaux-démocrates. Son mandat a pris fin le 4 mai 1993, jour de la démission d'Engholm, convaincu de mensonge devant la commission d'enquête du Parlement régional sur l'affaire Barschel. Il est remplacé, le 19 mai suivant, par le premier cabinet de Heide Simonis.

## Composition

### Initiale
| Fonction                                                                                | Nom | Nom                                                                         | Parti |
| --------------------------------------------------------------------------------------- | --- | --------------------------------------------------------------------------- | ----- |
| Ministre-président                                                                      |     | Björn Engholm                                                               | SPD   |
| Vice-ministre-président                                                                 |     | Günther Jansen (jusqu'au 05/03/1993) Heide Simonis (à partir du 10/03/1993) | SPD   |
| Ministre de l'Intérieur                                                                 |     | Hans Peter Bull                                                             | SPD   |
| Ministre de la Justice                                                                  |     | Klaus Klingner                                                              | SPD   |
| Ministre des Finances                                                                   |     | Heide Simonis                                                               | SPD   |
| Ministre de l'Économie, de la Technologie et des Transports                             |     | Uwe Thomas                                                                  | SPD   |
| Ministre du Travail, des Affaires sociales, de la Jeunesse, de la Santé et de l'Énergie |     | Günther Jansen (jusqu'au 23/03/1993) Claus Möller (à partir du 24/03/1993)  | SPD   |
| Ministre de la Nature, de l'Environnement et du Développement régional                  |     | Berndt Heydemann                                                            | Sans  |
| Ministre de l'Alimentation, de l'Agriculture, des Forêts et de la Pêche                 |     | Hans Wiesen                                                                 | SPD   |
| Ministre de l'Éducation, de la Science, de la Culture et des Sports                     |     | Eva Rühmkorf                                                                | SPD   |
| Ministre des Femmes                                                                     |     | Gisela Böhrk                                                                | SPD   |
| Ministre des Affaires fédérales                                                         |     | Gerd Walter                                                                 | SPD   |